# Бутч Кэссиди
Бутч Кэ́ссиди (англ. Butch Cassidy, настоящее имя Роберт Лерой Паркер; 13 апреля 1866, Бивер, Юта — 7 ноября 1908, Боливия) — американский грабитель банков и поездов, а также лидер «Дикой банды».

## Ранние годы
Бутч Кэссиди родился 13 апреля 1866 в Бивере, штат Юта под именем Роберта Лероя Паркера. Он был самым старшим из 13 детей в семье мормонов-переселенцев из Англии. Детство провёл на усадьбе своих родителей в штате Огайо. Сначала занимался скотоводством, был мясником, прежде чем начать свою карьеру на криминальном поприще, отсюда и имя Бутч.

## Начало карьеры
Первый конфликт с законом был малозначительным. Бутч ворвался в магазин в городке Хей-Спрингс, штат Небраска, где работал на одной из ферм. Он украл штаны, оставив при этом записку, что заплатит за них позже. Однако доподлинно неизвестно, было ли это первое правонарушение Бутча Кэссиди. После того, как его родители лишились своей фермы в результате судебного спора, он начал восхищаться местным фермером-скотоводом Майком Кэссиди, который в свою очередь был известен благодаря своей сомнительной карьере. Вполне возможно, что Майк воровал скот вместе с Робертом. Примерно в 1884 году Роберт взял себе имя «Бутч Кэссиди». Бутч обычно воровал скот с больших ферм, которые пытались вытеснить более мелкие. Многие историки считают, что первоначально Бутч действовал из добрых побуждений. Очень часто его называли «Робин Гудом Дикого Запада».

## Ограбления
Первым преступлением, которому имеются письменные свидетельства, является нападение на банк «Сан Мигель Валей Банк» в городе Тельюрайд, штат Колорадо в июне 1889 года. Добычей банды стали 20 тыс. долларов. Бутч стал одним из первопроходцев «Тропы беззакония» (англ. Outlaw Trail), которая вела из Канады через Монтану и Юту в Мексику. 1884—1886 годы он провёл в тюрьме по обвинению в конокрадстве. После освобождения Бутч основал преступную группу, ставшую известной как «Дикая банда» (англ. Wild Bunch). «Дикая банда», в свою очередь, была частью банды «Дырка в стене», которая представляла собой свободный союз гангстеров, чьим общим убежищем служило ущелье Дырка в стене в горах Биг-Хорн в штате Вайоминг. Самым известным членом «Дикой банды» был Гарри Лонгбау, которого также называли «Сандэнс Кид». В 1896—1901 гг. банда ограбила около дюжины поездов. В 1901 году Кэссиди вместе с Сандэнсом и его женой Эттой Плейс бежали через Нью-Йорк в Аргентину. Там они вполне мирно прожили несколько лет, работая фермерами на ранчо. После того, как Этта в 1905 году вернулась в США, Бутч и Сандэнс возобновили свою криминальную деятельность и заработали такую же славу, какой пользовались в Соединённых Штатах. Через Чили они уехали в Боливию, где в 1908 году были пойманы боливийскими солдатами. Предположительно, Бутч и Сандэнс были застрелены, однако не имеется никаких надёжных источников, однозначно указывающих на дату или доказывающих то, что они на самом деле были убиты, только ранены или находились там.

## После смерти
В Боливии в шахтёрском городе Сент-Винсент находится памятная табличка, напоминающая о смерти обоих преступников. В путеводителях указывается, что они были похоронены на местном кладбище, что, однако, не доказано.
Между тем, тайна смерти и возможного побега Бутча и Сандэнса ещё не раскрыта. В 1992 году были эксгумированы предположительные останки «американских бандитов». Тест ДНК, проведённый в 1993 году, установил, что данные останки не принадлежат Бутчу Кэссиди и Сандэнсу Киду. Некоторые современники утверждали, что видели обоих уже после их поимки боливийскими солдатами. Также ходили слухи, что бандиты провели свои последние годы под фальшивыми именами в Уругвае и США.
Сестра Бутча Кэссиди — Лула Паркер Бетенсон — говорила, что её брат вернулся и жил впоследствии в США. По другим свидетельствам он начал новую жизнь под именем Вильям К. Филипс и умер в Спокане, штат Вашингтон, в 1937 году. Подобные слухи ходили и о Сандэнсе Киде.
Жизнь легендарных преступников была экранизирована в фильме «Бутч Кэссиди и Сандэнс Кид» 1969 года. Пол Ньюман сыграл Бутча Кэссиди, а Роберт Редфорд — Сандэнса Кида.

## В культуре

### Кино и телевидение
- Бутч Кэссиди и Сандэнс Кид (1969 г.)
- Буч и Сандэнс: Ранние дни (1979 г.)
- Легенда о Буче и Сандэнсе (2006 г.)
- Блэкторн (2011 г.). Картина рассказывает о жизни Бутча в Боливии после 1908 г.
- Drifters (манга 2009 г. и аниме-сериал 2016 г.). Бутч Кэссиди и Сандэнс Кид присутствуют там как полноценные персонажи и члены группы «Скитальцы», противостоящей Чёрному Королю.

### Игры
- Call of Juarez: Gunslinger.

В настольной игре «Бэнг!» есть карточка персонажа Бутч Кэссиди.